# Ballo di Sadie Hawkins
Negli Stati Uniti e in Canada, il Ballo di Sadie Hawkins è un ballo (solitamente informale) sponsorizzato da high school, medie o college in cui le studentesse devono invitare studenti maschi contrariamente all'usanza tipica in cui sono gli uomini a invitare le donne.

## Storia
Il Ballo di Sadie Hawkins prende il nome dal personaggio dei fumetti di Li'l Abner, Sadie Hawkins, creato dal fumettista Al Capp; in una delle sue storie in un indeterminato giorno di novembre le donne non sposate di Dogpatch dovevano inseguire gli scapoli per potersi "sposare" con quelli da loro catturati. Ciò permette alle donne di avere ciò che vogliono e non di limitarsi ad aspettare di essere scelte dagli uomini.
Negli Stati Uniti e in Canada, questo concetto è stato reso popolare creando eventi a cui le donne invitano uomini di loro scelta, invece di aspettare di essere invitate. Il primo evento di questo tipo si tenne il 9 novembre 1938  ed entro un anno vi furono centinaia di eventi simili.
Nel 1952, l'evento fu celebrato in 40.000 luoghi diversi e, con il tempo, divenne una tradizione per le scuole superiori e i campus universitari; tradizione che permane tuttora in alcune regioni.